# Sport Clube Penalva do Castelo
El Sport Clube Penalva do Castelo es un equipo de fútbol de Portugal que juega en la Segunda División de Viseu, la quinta división de fútbol en el país.

## Historia
Fue fundado el 28 de agosto de 1945 en la villa de Penalva do Castelo del distrito de Vizeu y han sido un equipo de principalmente ha militado en las divisiones distritales, con tres apariciones en la desaparecida Segunda División de Portugal y han jugado en 28 temporadas de la desaparecida Tercera División de Portugal.

## Palmarés
- Tercera División de Portugal: 1

2003/04
- Primera División de Vizeu: 6

1968/1969, 1972/1973, 1978/1979, 1983/1984, 1989/1990, 1999/2000
- Segunda División de Vizeu: 1

1962/63
- Copa Socios Honorarios: 1

1991/92
- Copa Socios del Mérito: 1

1983/84